# Biggin by Hulland
Biggin by Hulland est une paroisse civile et un village du Derbyshire, en Angleterre.